# Vignoble du Libournais
Pour les articles homonymes, voir Libournais.
Le vignoble du Libournais est une région du vignoble de Bordeaux, sur la rive droite. Ce vaste vignoble est délimité au sud par la Dordogne, à l'ouest par l'Isle, à l'est et au nord par les limites du département de la Gironde.
Cet ensemble produit quasi exclusivement des vins rouges (à l'exception d'une petite production de blancs en francs-côtes-de-bordeaux) et regroupe grand nombre de crus classés prestigieux, ainsi que de châteaux et domaines plus abordables pour le consommateur.

## Appellations et dénominations
| \| Bordeaux Castillon Francs Fronsac Canon-fronsac Pomerol Lalande Saint-émilion Puisseguin Lussac Montagne St-georges \| Les différentes appellations du Libournais. |
| Bordeaux Castillon Francs Fronsac Canon-fronsac Pomerol Lalande Saint-émilion Puisseguin Lussac Montagne St-georges                                                   |

En plus des appellations génériques bordeaux, bordeaux-supérieur et crémant de Bordeaux, le vignoble de Libourne peut produire les appellations spécifiques suivantes (de l'ouest vers l'est) :
- fronsac ;
- canon-fronsac ;
- pomerol ;
- lalande-de-pomerol ;
- saint-émilion ;
- saint-émilion grand cru ;
- montagne-saint-émilion ;
- saint-georges-saint-émilion ;
- lussac-saint-émilion ;
- puisseguin-saint-émilion ;
- côtes-de-bordeaux (dénominations francs-côtes-de-bordeaux et castillon-côtes-de-bordeaux).

## Histoire
Le port de Libourne, sans concurrencer celui de Bordeaux, a été un lieu de chargement des vins dès la fondation de la ville de Libourne en 1270 : une bastide y est créée par Édouard Ier d'Angleterre afin de protéger le chargement des navires de haute mer avec les barriques venues là par gabarre, descendant la Dordogne et l'Isle.

## Géographie

### Climatologie
C'est un climat tempéré de type océanique, assez chaud pour permettre la culture des vignes même sur terrain plat. La pluviométrie est répartie de manière assez homogène tout au long de l'année avec des automnes plutôt pluvieux. L'arrivée plus précoce des perturbations entraine une année difficile. Au contraire, les années à belle arrière-saison assurent de bons millésimes. Les températures donnent des hivers doux et des étés relativement chauds. Le bon ensoleillement assure une bonne maturité au raisin.
La station météorologique de Météo-France à Saint-Émilion (44° 55′ 04″ N, 0° 11′ 17″ O, près de Cheval Blanc, à 38 mètres d'altitude), fournit des relevés depuis 1995.
| Mois                              | jan. | fév.  | mars  | avril | mai  | juin  | jui.  | août | sep.  | oct. | nov.  | déc. | année |
| --------------------------------- | ---- | ----- | ----- | ----- | ---- | ----- | ----- | ---- | ----- | ---- | ----- | ---- | ----- |
| Température minimale moyenne (°C) | 3,3  | 3,1   | 5,2   | 7,6   | 11   | 13,8  | 15,1  | 14,9 | 11,8  | 9,6  | 5,8   | 3,6  | 8,7   |
| Température moyenne (°C)          | 6,6  | 7,3   | 10,3  | 13,1  | 16,6 | 19,8  | 21,5  | 21,5 | 18,2  | 14,9 | 9,8   | 7,1  | 13,9  |
| Température maximale moyenne (°C) | 9,9  | 11,6  | 15,4  | 18,6  | 22,2 | 25,9  | 27,8  | 28   | 24,7  | 20,1 | 13,8  | 10,5 | 19    |
| Ensoleillement (h)                | 77,8 | 125,8 | 164,2 | 199   | 222  | 248,7 | 272,9 | 255  | 226,9 | 156  | 101,5 | 92,4 | 2 142 |
| Précipitations (mm)               | 78,2 | 61,5  | 58    | 72,4  | 68,1 | 58,2  | 47,7  | 55,2 | 62    | 61,4 | 91,4  | 84   | 798,1 |

| Diagramme climatique                                  |             |           |             |            |              |              |            |            |             |             |           |
| J                                                     | F           | M         | A           | M          | J            | J            | A          | S          | O           | N           | D         |
| 9,93,378,2                                            | 11,63,161,5 | 15,45,258 | 18,67,672,4 | 22,21168,1 | 25,913,858,2 | 27,815,147,7 | 2814,955,2 | 24,711,862 | 20,19,661,4 | 13,85,891,4 | 10,53,684 |
| Moyennes : • Temp. maxi et mini °C • Précipitation mm |             |           |             |            |              |              |            |            |             |             |           |

### Encépagement
Les principaux cépages utilisés sont le merlot N (souvent majoritaire dans les assemblages du Libournais) et le cabernet franc N, avec de façon plus marginale le côt N (ou malbec) et le cabernet sauvignon. Ces quatre cépages sont tous repris comme cépages principaux sur l'ensemble des appellations du Libournais. D'autres cépages sont également autorisés pour certaines appellations :
- le petit verdot N est autorisé comme cépage principal pour le pomerol et le saint-georges-saint-émilion, ainsi qu'autorisé comme cépage accessoire pour toutes les autres appellations ;
- le carménère N est autorisé comme cépage principal pour le saint-émilion et le saint-émilion grand cru, ainsi que comme cépage accessoire pour toutes les autres appellations, à l'exception du pomerol qui ne l'autorise pas.

Les bordeaux et bordeaux-supérieur autorisent une plus large gamme de cépages.
À noter que le francs-côtes-de-bordeaux a une production de blancs anecdotique, avec pour cépages principaux le sauvignon B, le sauvignon gris G, le sémillon B et la muscadelle B, ainsi que pour cépages accessoires le colombard B et l'ugni blanc B.

### Tourisme
Le village de Saint-Émilion est classé au patrimoine mondial de l'UNESCO.